# Rachid Neqrouz
Rachid Neqrouz (arabski:راشد نقروز) (ur. 10 kwietnia 1972 w Ar-Raszidija) – marokański piłkarz grający na pozycji obrońcy.
Grał w Mouloudia Wadżda, BSC Young Boys i AS Bari.
Z reprezentacją Maroka wystąpił na Mistrzostwach Świata w piłce nożnej w 1994 i 1998 roku.